# Det Norske Akademi for Språk og Litteratur
Det Norske Akademi for Språk og Litteratur (före 2013: Det Norske Akademi for Sprog og Litteratur), alternativt endast Det Norske Akademi ("Norska Akademien") är en språklig och litterär akademi i Norge som bland annat står för produktionen och utgivningen av Det Norske Akademis ordbok och Norsk Riksmålsordbok samt utdelningen av Det Norske Akademis Pris.

## Historia
Det Norske Akademi stiftades 1953 på initiativ av bland andra Arnulf Øverland, Sigurd Hoel, A. H. Winsnes, C. J. Hambro, Cora Sandel och Francis Bull, med syftet att "skape en stabiliserende faktor i sprogutviklingen og gjenreise respekten for skriftsproget" och "til vern om det norske riksmål og dets litteratur og til fremme av et fritt og allsidig åndsliv i Norge". Akademien är bland annat normerande instans för den norska språkformen riksmål. Grundarna såg Svenska Akademien som förebilden.
Riksmålsvernet, stiftat 1919, uppgick i Akademien 1981, och Akademien övertog därmed ansvaret för utgivningen av Norsk Riksmålsordbok. År 1995 gav Akademien ut två supplementband till ordboken.

## Ledamöter
Det Norske Akademi har 44 ledamöter, representerande discipliner som nordiska, tyska, engelska och franska litteraturerna och språken, historia, statsvetenskap, filosofi, juridik, dramatik och poesi. Akademiens ledamöter är:
John Ole Askedal, Kjetil Bang-Hansen, Liv Bliksrud, Tor Bomann-Larsen, Fredrik Bull-Hansen, Bentein Baardson, Lars Saabye Christensen, Liv Dommersnes, Arnold Eidslott, Thor Falkanger, Lise Fjeldstad, Dagfinn Føllesdal, Tor Guttu, Erik Fosnes Hansen, Per Egil Hegge, Nils Heyerdahl, Carsten Hopstock, Roy Jacobsen, Christian Janss, Geir Kjetsaa, Knut Kleve, Sissel Lange-Nielsen, Helge Nordahl, William Nygaard den yngre, Kjell Arild Pollestad, Per Qvale, Francis Sejersted, Hilde Sejersted, Ole Michael Selberg, Rune Slagstad, Kristian Smidt, Terje Stigen, Eilif Straume, Jan Jakob Tønseth, Gunnar Christie Wasberg, Vigdis Ystad, Mari Leding, Bodil Aurstad och Trond Berg Eriksen. Korresponderande medlem Jørn Lund (Danmark)
Presidiet består av förste amanuensen Tor Guttu och teaterchef Nils Heyerdahl, Helene Uri, Per Qvale och Karin Gundersen. 